# 網杓子

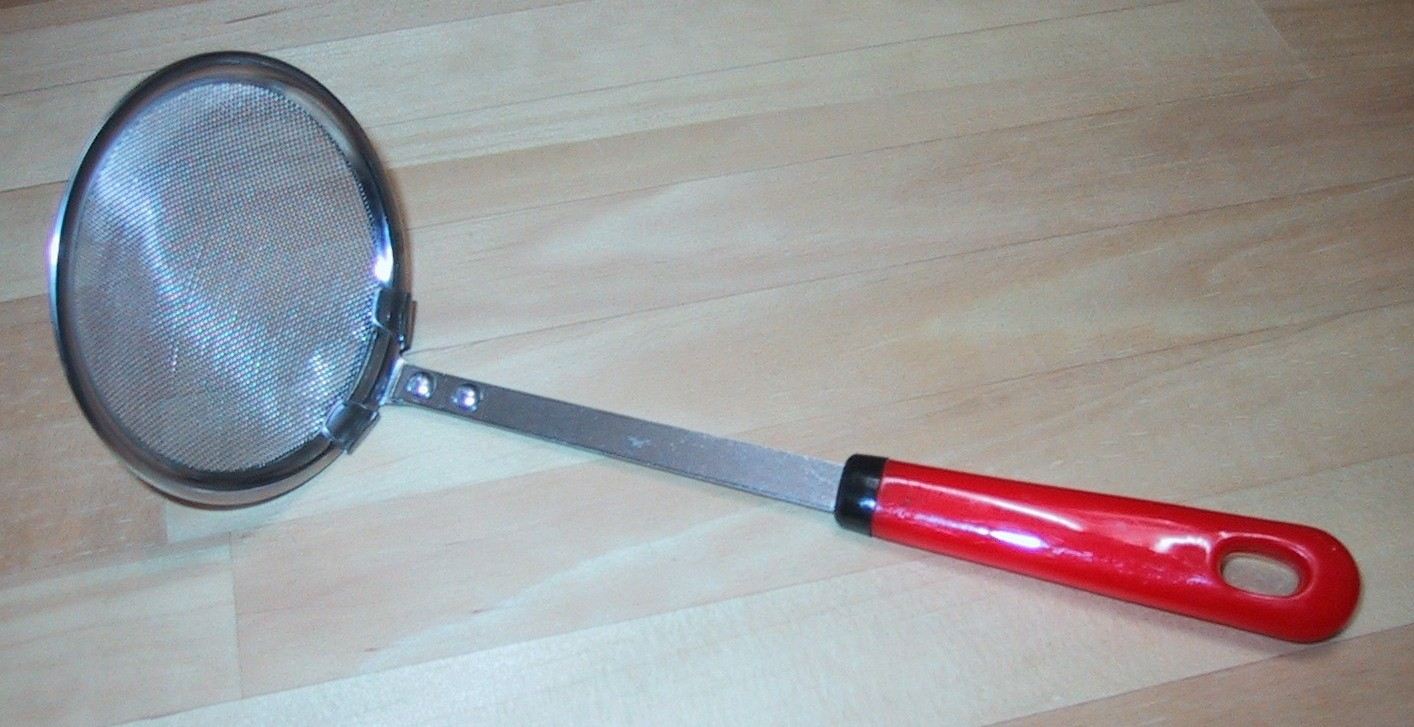
網杓子

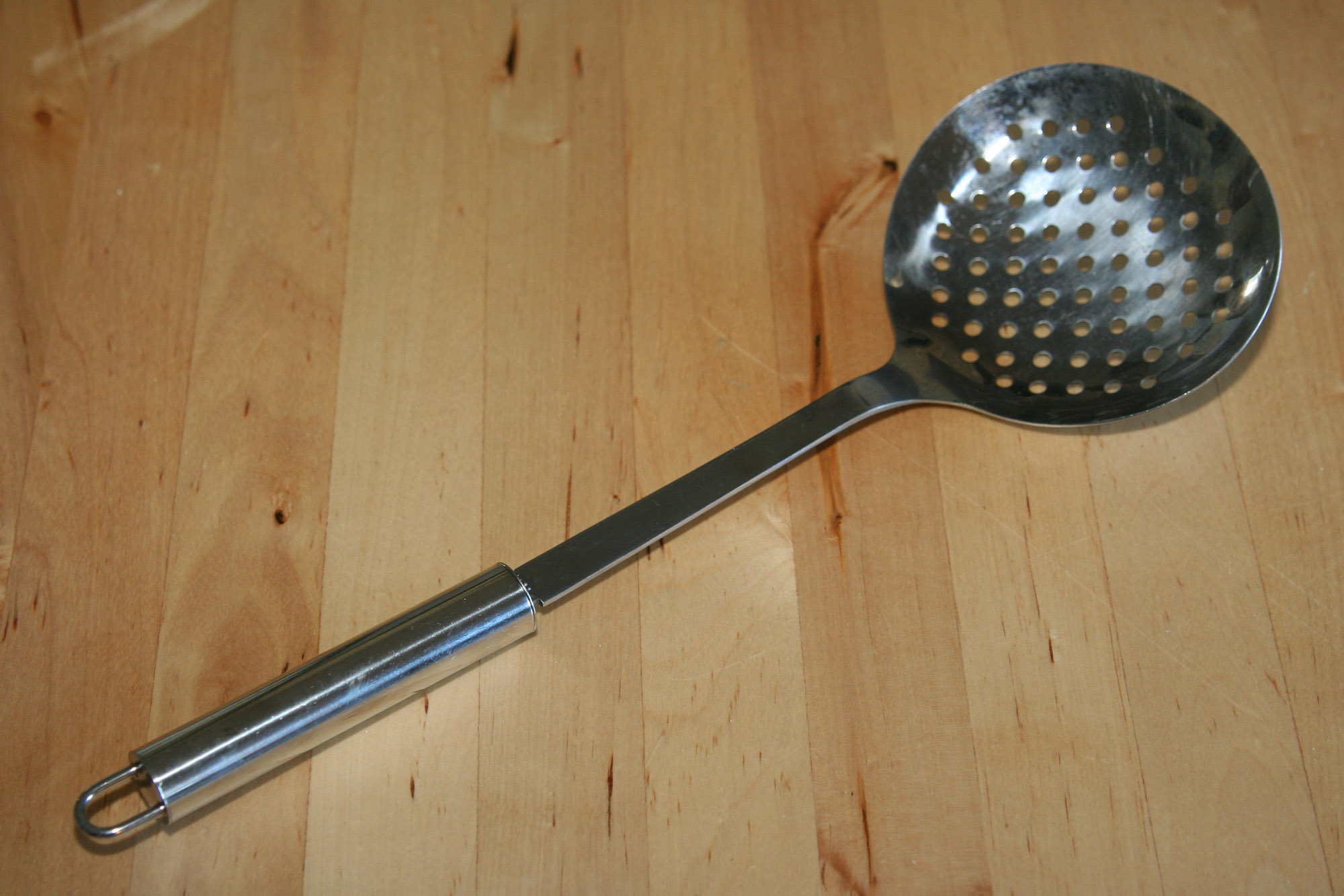
スキマー

網杓子（あみじゃくし）とは、湯や汁の中の食物を掬うことのできる調理器具の一種。掬う部分が網になっているため、液体の汁の中から固形の具のみを掬い出すことができる。
天ぷら・汁物・鍋物などの調理にしばしば用いられる。
形状の似た調理器具として、そば・うどん・ラーメンの湯切りに使う水嚢（笊籬・振りザル・揚げザル・テボなどとも呼ばれる）があるが、使用用途が大きく異なるため本項の記述の対象としない。

## 特徴
柄の先に半球状の網部分が付いた道具である。網の大きさ、半球の深さ、網の目の細かさなどは用途によって様々なものがあるが、灰汁取りの利便のため通常の網ざるよりもかなり目が細かくなっているものも多い。
材料としては、伝統的には竹を編んだ網に木の柄がついたものが用いられたが、最近では網部分はステンレス鋼などの金属繊維を用い、柄部分は金属や合成樹脂が用いられたものが多い。

## 用途
天ぷらにおいては、油の中からタネを取り出したり天かすを掬い集めたりする際に用いられる。
煮物・汁物・鍋料理においては、汁の中から灰汁を取ったり、出汁がらや汁の実を取り出す際に用いられる。
その他特殊な用法としては、味噌汁を作る際に味噌を網杓子に載せて汁の中に沈め、少しずつ溶いて味をつけるのに用いられることがある。
また、泡立て器の代用品にもなる。